# Air Action
Air Action était une revue française consacrée à l’aviation militaire.

## Généralités
La revue Air Action était consacrée à l’aviation militaire moderne de tous pays. Elle comportait des articles sur les forces aériennes, les avions et les bases aériennes et comportait quelques nouvelles sur l’évolution de l’aviation militaire.
De format A4 avec 68 pages (puis 52), elle ne comprenait que des photos couleurs sur papier glacé illustrées de quelques commentaires en anglais.
La revue Air Action, qui est une publication de Guhl & Associés SARL, a été publiée pour la première fois en mai 1988. Son rythme de parution était initialement bimestriel pour passer à mensuel en 1990 et adopter de nouveau une cadence de publication assez erratique, tous les deux mois environ.
L’ultime numéro (N° 43) est paru en décembre 1993. Le titre Air Zone a remplacé Air Action à partir de juillet 1994.

## Journalistes
Les collaborateurs de la revue Air Action étaient, pour la France, Jean Bodson, Christian Boisselon, Serge Brosselin, Hervé Cariou, Georges Olivereau, Patrick Peulmeule, Bernard Thouanel, Francis Hector et pour l’étranger Ferdinando D'Amico, Silvan Fügenschuh, Peter Gunti, Wolfgang Hainzl, Noël Jollywood, Frank Hollinger Larsen, Robert E. Kling, Peter B. Lewis, Greg Meggs, Larry Milberry, Eddy Melina, Klaus Niska, Shinichi Ohtaki, Herman Potgieter, Ragnar Ragnarsson, Jens Schmidtgen, Chris Shang, Claudio Toselli, Gabrielle Valentini, Robert Verhegghen, Amavel Vicente

## Correspondants permanents
Les correspondants permanents de la revue sont Jean-Michel Guhl qui cumule les fonctions de directeur-gérant, directeur de la publication et directeur de la rédaction, lequel est secondé par Joël Mesnard et René J. Francillon, rédacteurs adjoints et de Patrick Bigel pour les reportages.